# Тилдън
Тилдън (на английски: Tilden) е град в окръг Медисън, Небраска, Съединени американски щати. Населението му е 932 души (по приблизителна оценка от 2017 г.).
В Тилдън е роден писателят Л. Рон Хъбард (1911-1986).